# Gluchoi-Gletscher
Der Gluchoi-Gletscher (russisch Ледник Глухой Lednik Gluchoi, frei übersetzt Donnernder Gletscher)  ist ein rund 10 km langer Gletscher im ostantarktischen Mac-Robertson-Land. In der Aramis Range der Prince Charles Mountains fließt er in östlicher Richtung zwischen dem Manning-Massiv und dem McLeod-Massiv und endet 2,8 km westlich des Radok Lake.
Der Name des Gletschers erscheint erstmals auf einer sowjetischen Landkarte aus dem Jahr 1983. Das Advisory Committee on Antarctic Names übertrug die russische Benennung im Jahr 2009 ins Englische.